# Josef K
Josef K — шотландская постпанк-группа, образованная в 1979 году в Эдинбурге Полом Хэйгом и Малкольмом Россом, которые назвали коллектив именем главного героя романа Франца Кафки «Процесс».
Группа, записывавшаяся на Postcard Records, имела определённые стилистические сходства с Orange Juice, но исполняла музыку, отмеченную влиянием фанковых и дабовых экспериментов Gang of Four и более мрачную по настроению, созвучную Joy Division и The Fall. Если продукция Postcard в целом оказала влияние на движения C81 и C86 (а также на инди-рок-движение в целом), то Josef K стояли стояли особняком в этом ряду и явились источником вдохновения для таких групп, как Franz Ferdinand, Bloc Party и The Futureheads. 
Пять синглов группы входили в UK Indie Chart. Альбом The Only Fun In Town (1981) поднялся в этих списках до третьего места, сборник Endless Soul (1987) — до #7.

## История группы
Группу Josef K образовали уроженцы Эдинбурга Пол Хэйг (вокал, гитара), Малкольм Росс (гитара), Нил Шах-Шах (англ. Neil Shah-Sha, гитара) и Мэтью Кокс (англ. Mathew Cocks, бас-гитара), в качестве главных источников вдохновения избрав нью-йоркскую арт-культуру начала 1970-х годов и базовые принципы панк-рока. Двое последних вскоре покинули состав, и пришёл барабанщик Ронни Торранс (англ. Ronnie Torrance). Некоторое время в квартете, называвшемся TV Art, играл Гари Кормак (англ. Gary McCormack), впоследствии — участник The Exploited, которого затем заменил Дэвид Веддел (англ. David Weddel). К осени 1979 года квартет записал первую демо-плёнку и изменил название на Josef K.
В ноябре того же года группа выпустила сингл «Chance Meeting» на специально для этой цели созданном (и тут же прекратившем своё существование) лейбле Absolute Records. Затем Аллен Хорн и Эдвин Коллинз подписали группу к Postcard, где вышли синглы «Romance», «Radio Drill Time» (1980, UK Indie Charts, #27) и «It’s Kinda Funny» (1980, #12), после чего в музыкальной прессе появился термин «Scottish Sound»: основными представителями нового движения были объявлены Orange Juice и Josef K.
В конце 1980 года Josef K всего за неделю записали подготовили материал для альбома; слишком «гладко» записанный Sorry for Laughing был, однако, отложен на полку. Несколько месяцев спустя, также всего за неделю, группа записала новый альбом, The Only Fun in Town, который поднялся до #3 в UK Indie Chart. Как оказалось, это был единственный полноформатный релиз — не только Josef K, но и лейбла Postcard. Дав несколько успешных концертов и выпустив «The Farewell Single», куда был включен трек «The Missionary», записанный для Джона Пила, Josef K объявили о распаде.

### После распада
Пол Хэйг начал соло-карьеру и выпустил несколько альбомов на собственном лейбле Rhythm of Life Records. Малкольм Росс присоединился к Orange Juice, затем играл в Aztec Camera и Blancmange. Ударник Торренс и басист Уэдделл образовали группу The Happy Family (с Момусом), которая в 1982 году выпустила альбом The Man on Your Street на 4AD Records.

## Дискография

### Синглы
- Romance
- Radio Drill Time (1980, UK Indie Charts, #27)
- It’s Kinda Funny (1980, #12)
- Sorry For Laughing (1981)
- Chance Meeting (1981, #12)
- The Missionary (1982, #5)
- Heaven Sent (1987, #12)

### Студийные альбомы
- The Only Fun In Town (1981, #3)

### Сборники
- Young and Stupid (1979—1981), 1987
- Endless Soul (1987, #7)
- Only Fun In Town (1980)
- Crazy to Exist (2002, концертные записи 1981 года)
- Live at Valentino’s (2003, концертные записи 1981 года)
- Entomology (2006, архивы Postcard и Les Disques Du Crepuscules 1980-81)